# Serwer WWW

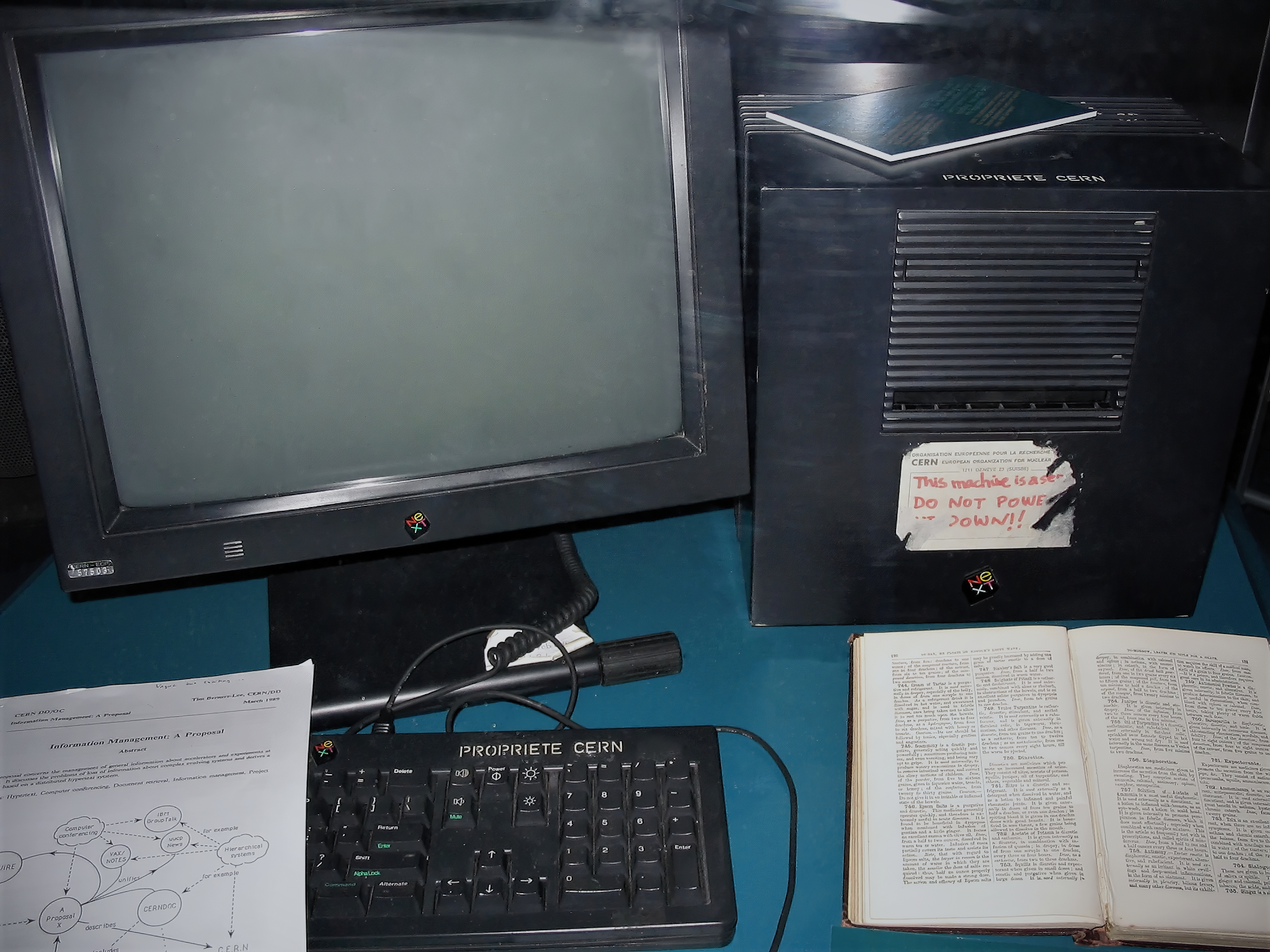
NeXT Cube Tima Bernersa-Lee, pierwszy serwer WWW. Zwróć uwagę na naklejkę z angielskim napisem „Ta maszyna to serwer. NIE WYŁĄCZAJ JEJ!”

Serwer WWW, serwer HTTP (potocznie ang. web server) – program obsługujący żądania protokołu HTTP w ramach sieci World Wide Web (WWW). Z serwerami łączą się przeglądarki internetowe – będące połączeniem klienta protokołu oraz interaktywnego czytnika stron WWW.
Pierwszy serwer WWW działający w domenie info.cern.ch zaistniał w 1990 w genewskim laboratorium CERN na stacji roboczej NeXT Tima Bernersa-Lee. Początkowo serwery HTTP serwowały jedynie statyczne pliki tworzące strony WWW, dokumenty HTML oraz osadzone na stronach obrazy. Pojawienie się interfejsu Common Gateway Interface (CGI), a potem także innych, pozwoliło na rozszerzanie ich funkcjonalności przez wyspecjalizowane programy, które tworzą dokumenty HTML na żądanie, często z wykorzystaniem baz danych.
Serwery obsługujące HTTP standardowo nasłuchują na porcie TCP numer 80 oraz przeznaczonym dla komunikacji szyfrowanej porcie 443.
Statystyki wykorzystania serwerów WWW w kwietniu 2023 według firmy Netcraft:
| Program    | Liczba serwerów | Udział % |
| ---------- | --------------- | -------- |
| nginx      | 292 527 297     | 26,23%   |
| Apache     | 230 706 481     | 20,68%   |
| CloudFlare | 113 441 471     | 10,17%   |
| OpenResty  | 86 755 371      | 7,78%    |